# Walter Vogelsanger
Walter Vogelsanger (* 29. Juni 1963) ist ein Schweizer Politiker (SP).

## Leben
Vogelsanger wurde als viertes von sechs Kindern geboren und wuchs in Beggingen auf. 1990 schloss er sein Physikstudium an der ETH Zürich ab und arbeitete seit dem gleichen Jahr bis zu seiner Wahl in den Regierungsrat des Kantons Schaffhausen als Physiklehrer unter anderem an der Kantonsschule Schaffhausen. Er ist verheiratet und hat  vier Kinder.

## Politik
Vogelsanger war von 2006 bis 2009 und 2013 bis 2016 Mitglied des Kantonsrates Schaffhausen, den er 2016 präsidierte. Eines seiner zentralen politischen Themen ist die Lohngleichheit zwischen Mann und Frau.
2015 kandidierte er für den Ständerat, wurde jedoch nicht gewählt.
2016 wurde Walter Vogelsanger in den Regierungsrat des Kantons Schaffhausen gewählt. Im Jahr 2020 gelang ihm die Wiederwahl.